# Castello di Castelbelforte
Il castello di Castelbelforte era una roccaforte situata a Castelbelforte in provincia di Mantova.

## Collocazione e storia
Il nome Castelbelforte, nel dialetto locale, è rimasto "I Castei". Significa "due castelli", come viene denominata la zona in alcuni documenti dell'XI secolo. I due castelli, divisi dal torrente Essere che solca il paese, sono sempre stati contesi da Veronesi e Mantovani, come terra di confine tra le due provincie.
Vinta l'aggressività veronese, nel XV secolo i Gonzaga decisero di edificare un massiccio castello, onde rendere più sicura la terra di confine ed attorno ad esso sorsero numerose abitazioni, fino a formare un abitato chiamato Bonafisso, mutato in "Due Castelli" agli inizi del Cinquecento. Nel 1680 la dizione "Due Castelli" verrà cambiata in Castelbelforte, in omaggio alla costruzione che seppe fare fronte agli invasori.
Il castello resistette intatto sino al 1800, quando venne distrutta la sua torre massiccia e di esso non rimane alcuna traccia.